# Terremoto de Colima de 1941
El Terremoto de Colima de 1941 ocurrió el 15 de abril de 1941 a la 1 de la tarde con 15 minutos aproximadamente. El Centro Nacional de Prevención de Desastres lo calcula de 7.7 mientras que Jorge Piza Espinosa considera fue de 9.1.
En un restaurante del Portal Hidalgo, murieron aplastados elementos del Ejército Mexicano cuando por cuidarse de los derrumbes se cubrieron bajo una mesa, muriendo sepultados. De acuerdo con los libros del Registro Civil, se encontró que fueron 26 muertos en la ciudad de Colima y cientos de heridos, por lo que se tuvieron que instalar camas en los corredores del Hospital Civil.
Por instantes, Colima quedó incomunicada con el resto del país. El 19 de abril llegó la primera Brigada de Cruz Blanca de Guadalajara. El 23, se reanudó el Ferrocarril, arribando a la ciudad el presidente Manuel Ávila Camacho, el secretario de Salud y el director de Ferrocarriles Nacionales de México.